# Wrightia poomae
Wrightia poomae är en oleanderväxtart som beskrevs av D.J.Middleton. Wrightia poomae ingår i släktet Wrightia och familjen oleanderväxter. Inga underarter finns listade i Catalogue of Life.